# 後藤悦治

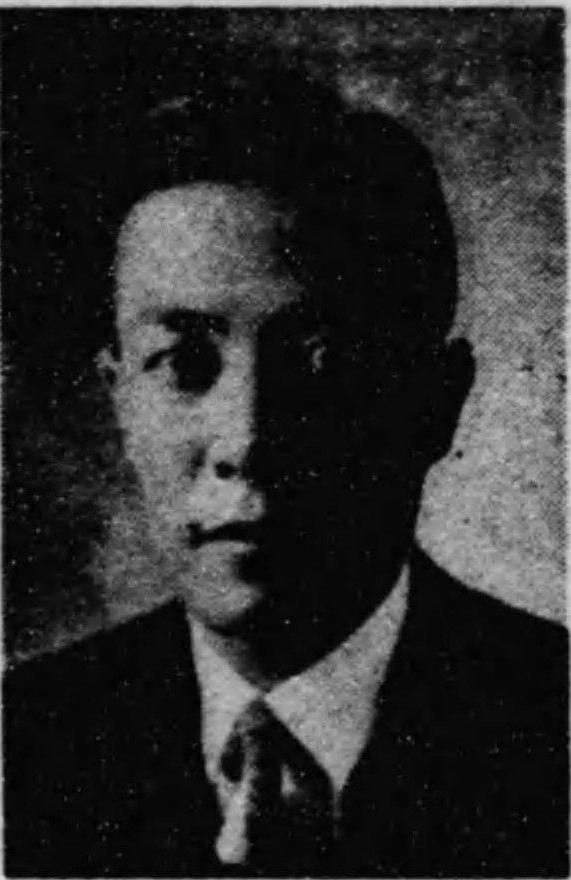
後藤悦治

後藤 悦治（ごとう えつじ、1904年（明治37年）5月31日 - 1980年（昭和55年）9月28日）は、大正末から昭和期の実業家、政治家。衆議院議員。

## 経歴
兵庫県有馬郡中野村（広野村、三田町を経て現三田市）で生まれる。尼崎実業補習学校英語科、同商業科で学び、1921年（大正10年）に卒業した。
家業の米穀商を継承。直木三十五に師事して創作活動を行う。日本硝子釦工業社長、旭商会取締役会長、昭和化学取締役会長、近畿サルベージ社長、後藤産業社長、後藤建設社長、全国釦工業組合理事長、トヨタオート阪神社長、(株)「紙ふうせん」監査役、尼崎商工会議所常議員などを務めた。
政界では、尼崎市会議員（1932年-1939年）、兵庫県会議員（1939年-1947年）を務め、同県参事会員にも在任した。1946年（昭和21年）3月、民主主義新党期成同盟創立委員長に就任。同年4月、第22回衆議院議員総選挙に兵庫県第1区から立候補して落選。1947年（昭和22年）4月の第23回総選挙に兵庫県第2区から民主党公認で出馬して当選し、衆議院議員に1期在任した。その後、第27回総選挙まで連続4回立候補したが、いずれも落選した。
その後、自由民主党尼崎支部長、同党兵庫県連顧問、尼崎市都市計画審議会委員などを務めた。